# Paavo Järvi
Paavo Järvi (* 30. prosinec 1962 Tallinn) je estonsko-americký dirigent.

## Životopis

### Původ a studium
Paavo Järvi se narodil v estonském Tallinnu, kde studoval na hudební škole. Vyrůstal v hudební rodině, jeho otec Neeme Järvi a bratr jsou taktéž dirigenti, sestra je flétnistka.
V roce 1980 se jeho celá rodina odstěhovala do Rumsonu (New Jersey) ve Spojených státech. Tam docházel do několika škol, konkrétněji do Curtis Institute of Music, The University of Houston School of Music a Los Angeles Philharmonic Institute, kde se vzdělával pod vedením Leonarda Bernsteina.

### Dirigentská dráha
V letech 1994-1997 dirigoval Paavo Järvi symfonický orchestr ve švédském Malmö, posléze mezi lety 1995-1998 Královskou filharmonii ve Stockholmu spolu s Andrewem Davisem.
V letech 2006-2014 byl šéfdirigentem Symfonického orchestru Hesenského rádia ve Frankfurtu nad Mohanem (hr-Sinfonieorchester). Od roku 2015 dirigoval NHK symfonický orchestr v Tokiu. V roce 2018 tam svoje působení ukončil. Již koncem května 2017 byl jmenován šéfdirigentem a uměleckým vedoucím symfonického orchestru ve švýcarském Curychu (Tonhalle-Orchester Zürich).
Od roku 2001 do 2011 byl hudebním ředitelem Cincinnati Symphony Orchestra v Cincinnati. Od roku 2004 byl také uměleckým vedoucím Německé komorní filharmonie v Brémách a uměleckým poradcem estonského symfonického orchestru. V letech 2010-2016 byl hudebním ředitelem v Orchestre de Paris (Pařížském orchestru).
Nahrával s cincinnatským, frankfurtským a estonským orchestrem pro společnosti RCA, Deutsche Grammophon, PENTATONE, Telarc, ECM, BIS a Virgin Records.
Účinkoval ve filmu Maestro (režie David Donnelly, 2015).